# SuperWoman
SuperWoman este titlul celui de-al cincilea album de studio al cântăreței Andreea Bălan. La album au lucrat Cornel Ilie (Vank), Yorgos Bernardos, Keo și o echipă de compozitori din Canada, printre care Derek Brin, Adam Messinger, și Justin Fosley, care au lucrat cu artiști precum Britney Spears și Backstreet Boys. Lansarea albumului a avut loc pe 4 mai în Rin Grand Hotel, la aceasta participând 150 dintre fanii cântăreței, selectați în urma unei înscrieri pe site-ul ei oficial. În timpul concertului, Bălan a interpretat o serie de cântece printre care piesa care dă numele albumului, „SuperWoman”, și duetul cu Keo „Nu știu să fiu numai pentru tine”, schimbând cinci costumații de-a lungul spectacolului.

## Lista pieselor
| No. | Numele piesei                      | Durata |
| --- | ---------------------------------- | ------ |
| 1   | „SuperWoman”                       | 3:47   |
| 2   | „Baby Get Up and Dance”            | 3:42   |
| 3   | „I Owe It All to You”              | 2:57   |
| 4   | „Never Mind”                       | 3:26   |
| 5   | „Things We Do” (feat. Dru)         | 2:52   |
| 6   | „It”                               | 3:11   |
| 7   | „Move”                             | 2:47   |
| 8   | „I'm That Chick”                   | 3:38   |
| 9   | „Hungry for Love” (feat. Keo)      | 3:44   |
| 10  | „Always Be With You”               | 4:19   |
| 11  | „Don't Push My Heart”              | 3:27   |
| 12  | „Prinde-mă! Aprinde-mă!” (re-edit) | 3:08   |

## Piese promovate
- „Baby Get Up and Dance”
- „SuperWoman”